# Herbert Seifert
Herbert Karl Johannes Seifert (Bernstadt auf dem Eigen, 27 de maio de 1907 — Heidelberg, 1 de outubro de 1996) foi um matemático alemão. É conhecido por seu trabalho sobre topologia.